# Wetterspitzen
Les Wetterspitzen sont un ensemble de trois sommets montagneux qui culminent à 2 746 m d’altitude dans le Wetterstein, à la frontière entre l'Allemagne et l'Autriche.